# Metacarp
El metacarp és la part intermèdia de l'esquelet de la mà que està localitzada entre les falanges (ossos dels dits) distalment i el carp, que fa de connexió amb el braç. El metacarp està format pels cinc  ossos metacarpians  (Ossa metacarpalia), que són prims i lleugerament allargats i ocupen tot el palmell de la mà.

## La mà
Les tres parts de la mà són:
- El carp que està format per 8 ossos que formen el canell.
- El metacarp format per cinc ossos metacarpians.
- Les falanges o dits que tenen 3 ossos cadascun d'ells a excepció del la primera falange que només té proximal i distal.

## Els ossos metacarpians
Formen la part òssia mitjana de la mà. Són oss llargs i, per tant, consten bàsicament de tres parts:
1. L'epífisi o cap (de vegades se sol anomenar "base" a l'epífisi del costat proximal, les epífisis que s'uneixen als ossos del carp o nina),
2. La diàfisi, part mitjana o allargada, i
3. La metàfisi que és la unió de la diàfisi amb l'epífisi.

## Estructura
Són ossos que posseeixen característiques d'ossos llargs malgrat la seva petita grandària. Són cinc, numerats d'1 a 5 de fora a dins començant pel polze, que en posició anatòmica, (ràdio i cúbit en paral·lel) és l'extern.
Tenen 2 epífisis o extrems, una proximal o superior i una altra distal o inferior i una diáfisi o cos. Els seus cossos o diàfisi són prismáticotriangulares i els dos extrems o epifisis posseeixen: La superior té cinc cares, de les quals tres són articulars (excepte l'1 que només té una, i el 2 i 5 que tenen dos), i la inferior o distal té una cara articular.

## Localització
Es troben al palmell de la mà, l'esquelet formen. S'articulen per l'extrem superior els uns amb els altres i amb els ossos de la segona fila de l'carp: l'1 amb el trapezi, el 2 amb el trapezi i trapezoide, el 3 amb el gran, el 4 amb el gran i el ganxut i el 5 amb el ganxut, i per l'extrem interior amb les falanges dels dits respectius.

## Metacarpians, ossos del metacarp o metacarps

### Primer metacarpià
Metacarpià Primer (polze), metacarpià que s'articula amb l'os Trapezi situat a la segona fila del carp i amb la primera falange o falange proximal del primer dit (polze).

### Segon metacarpià
Metacarpià segon (índex), metacarpià que s'articula amb l'os trapezoide situat a la segona fila del carp i amb la primera falange o falange proximal del segon dit (índex). Té apòfisis estiloide.

### Tercer metacarpià
El 3r metacarpià es distingeix per estar dotat d'una apòfisi estiloides, localitzada a la cara lateral de la seva base.

### Quart metacarpià
És l'os del metacarp que uneix el carp amb la falange proximal del dit anular.

### Cinquè metacarpià
És l'os del metacarp que uneix el carp amb la falange proximal del dit petit. Té apófisis estiloide.

## Ossos de la mà
| Fila     | Nom           | Articulacions proximals/radials          | Articulacions distals              | Articulacions metacarpianes |
| Proximal | Escafoide     | radi, semilunar                          | trapezi, trapezoide, gran del carp | -                           |
| Proximal | Semilunar     | radi, escafoide, piramidal               | gran del carp, ganxut              | -                           |
| Proximal | Piramidal     | semilunar, pisciforme (però no el cúbit) | ganxut                             | -                           |
| Proximal | Pisiforme     | piramidal                                | -                                  | -                           |
| Distal   | Trapezi       | escafoide                                | trapezoide                         | #1 i #2                     |
| Distal   | Trapezoide    | escafoide                                | trapezi, gran del carp             | #2                          |
| Distal   | Gran del carp | escafoide, semilunar                     | trapezoide, ganxut                 | #2, #3 i #4                 |
| Distal   | Ganxut        | piramidal, semilunar                     | gran del carp                      | #4 i #5                     |

## Imatges

Ossos de la mà.
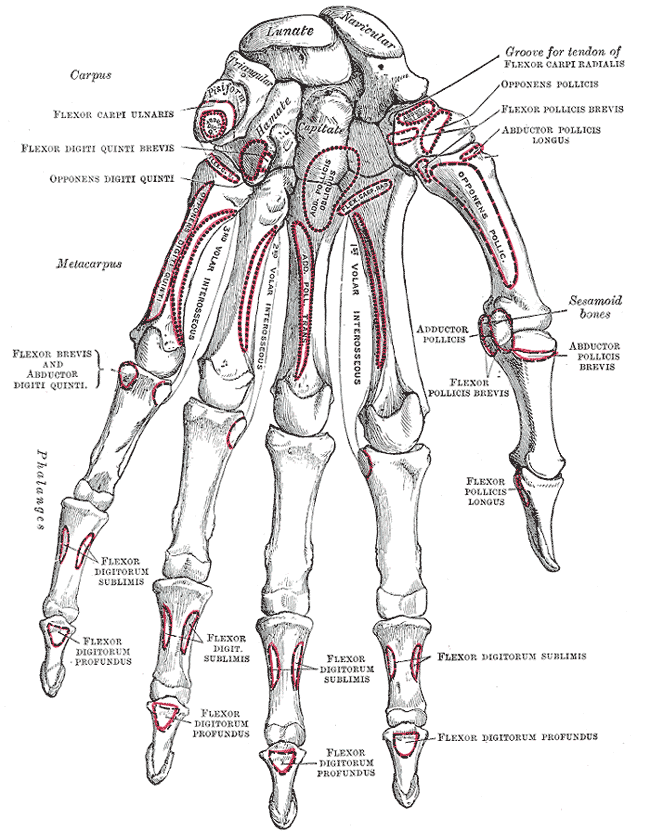
Ossos de la mà esquerra. Cara palmar.
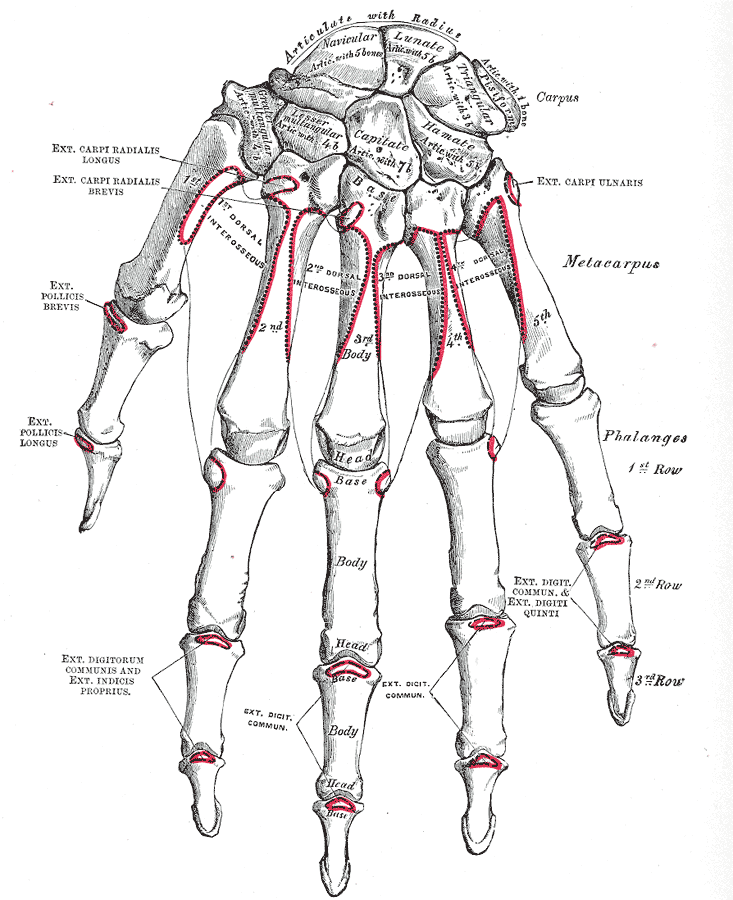
Ossos de la mà esquerra. Cara dorsal.